# Café Kranzler

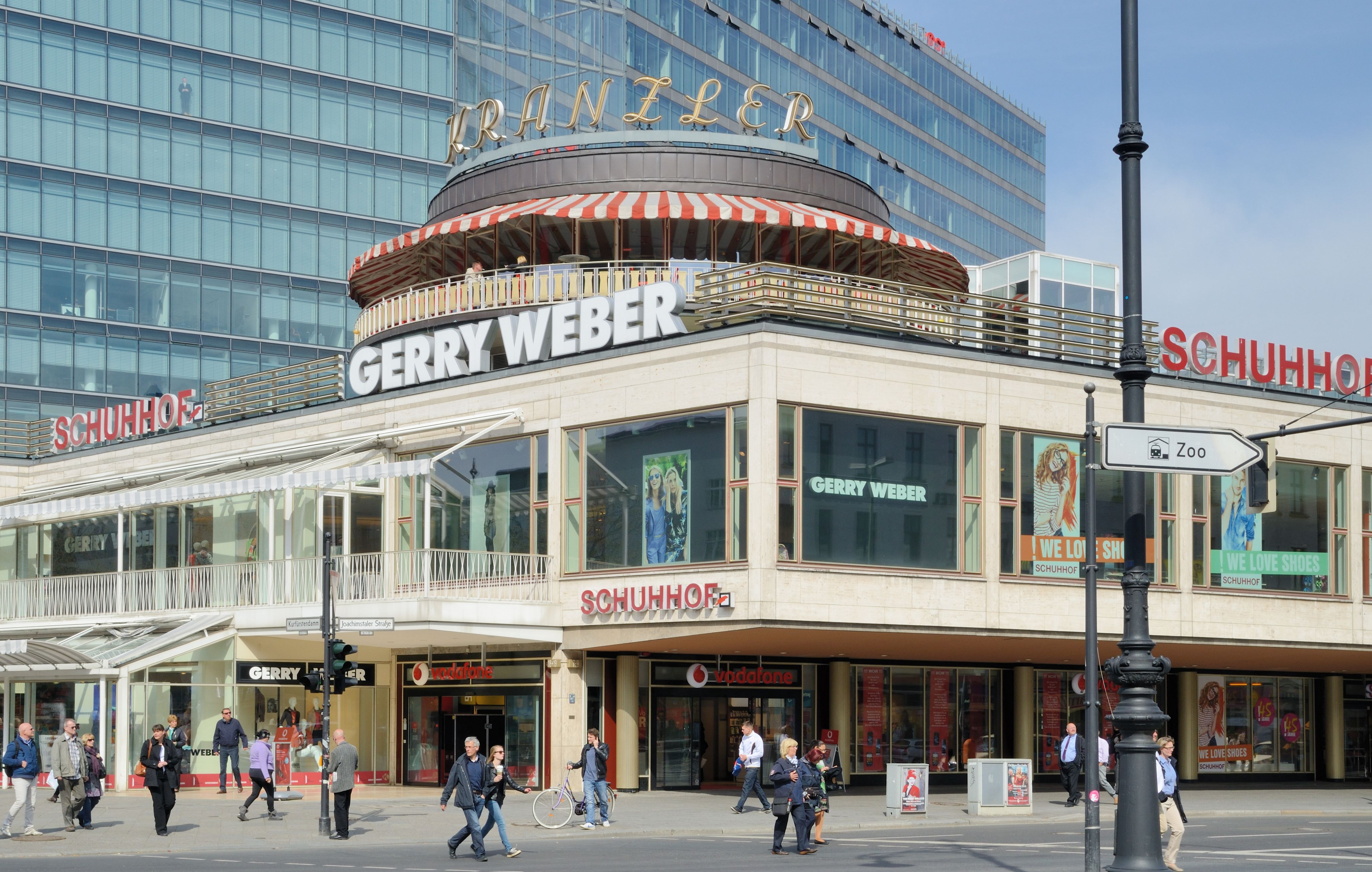
Café Kranzler am Kurfürstendamm, 2013

Das Stammhaus Café Kranzler war ein berühmtes Berliner Caféhaus am Boulevard Unter den Linden in der historischen Mitte der Hauptstadt. Seine Filiale am Kurfürstendamm im Berliner Westen war eine bekannte West-Berliner Institution und bis Ende 1999 ein bei Touristen und Prominenten beliebter Anziehungspunkt. 

## Geschichte

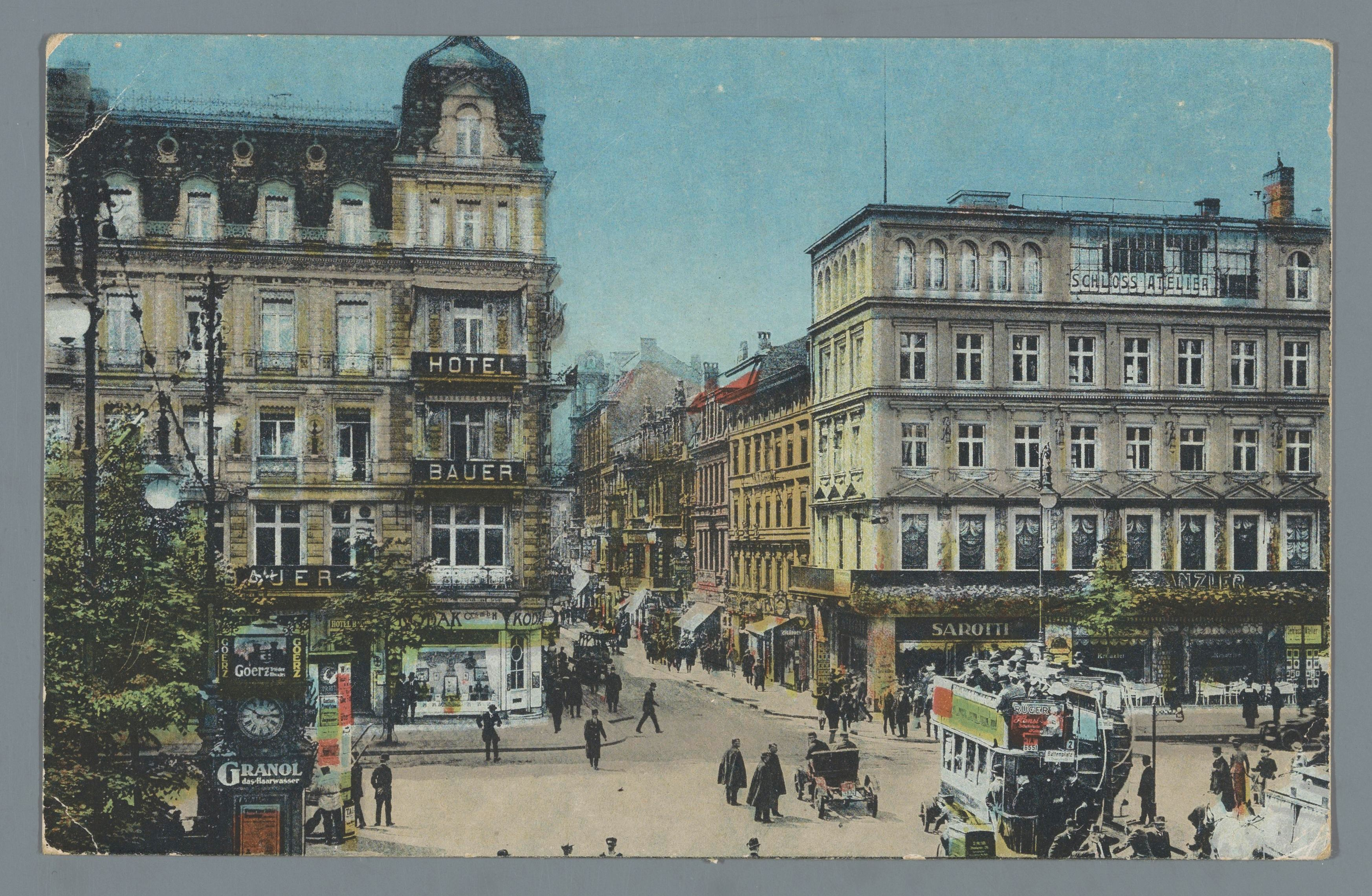
Stammhaus des Café Kranzler (rechts), Unter den Linden Ecke Friedrichstraße, ca. 1915

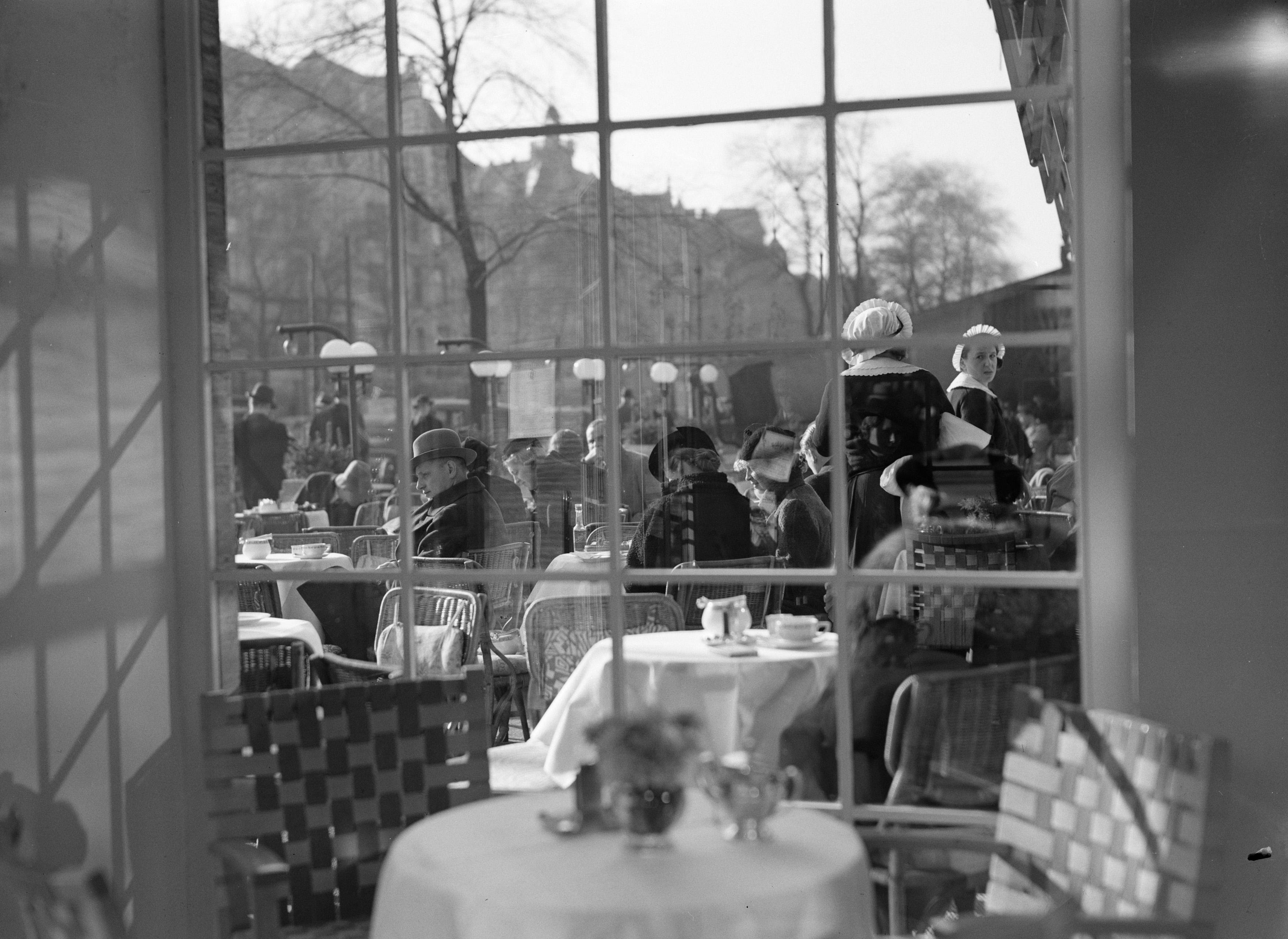
Café Kranzler, Kurfürstendamm, 1935

Im Jahr 1825 eröffnete der Wiener Zuckerbäckergeselle Johann Georg Kranzler an der Ecke Friedrichstraße/Unter den Linden 25 eine bescheidene Konditorei in einem Erdgeschoss-Laden. Nach dem Umbau und der Aufstockung des Gebäudes im Jahr 1834 durch August Stüler erweiterte Kranzler sein Etablissement auf das gesamte Erd- und das erste Obergeschoss. Ein besonderer Anziehungspunkt war seit 1833 eine sogenannte „Rampe“, eine Straßenterrasse, die unter dem Schutz des Königs alle Versuche der Baupolizei überstand, sie zu beseitigen. Tische auf die Straße zu stellen, war in der damaligen Zeit ein Novum. 1911 verkauften die Kranzler-Erbinnen das Haus und die Konditorei an die Hotelbetriebs AG, die 1926 mehrheitlich vom Brauereikonzern Aschinger wiederum übernommen wurde.
Bis 1933 berichtete der Chefsprecher der Funk-Stunde Berlin, Alfred Braun, alljährlich am Silvesterabend vom Balkon des Hauses, wie Berlin das neue Jahr begrüßt.
Am 7. Mai 1944 wurde das Haus Unter den Linden 25 durch alliierten Luftangriffe zerstört. Das Kranzler eröffnete noch kurz vor Kriegsende einen – mit dem geretteten Goldmosaikfries geschmückten – neuen Standort auf der Südseite der „Linden“ an der Ecke Charlottenstraße.

## Filiale in Berlin-Charlottenburg

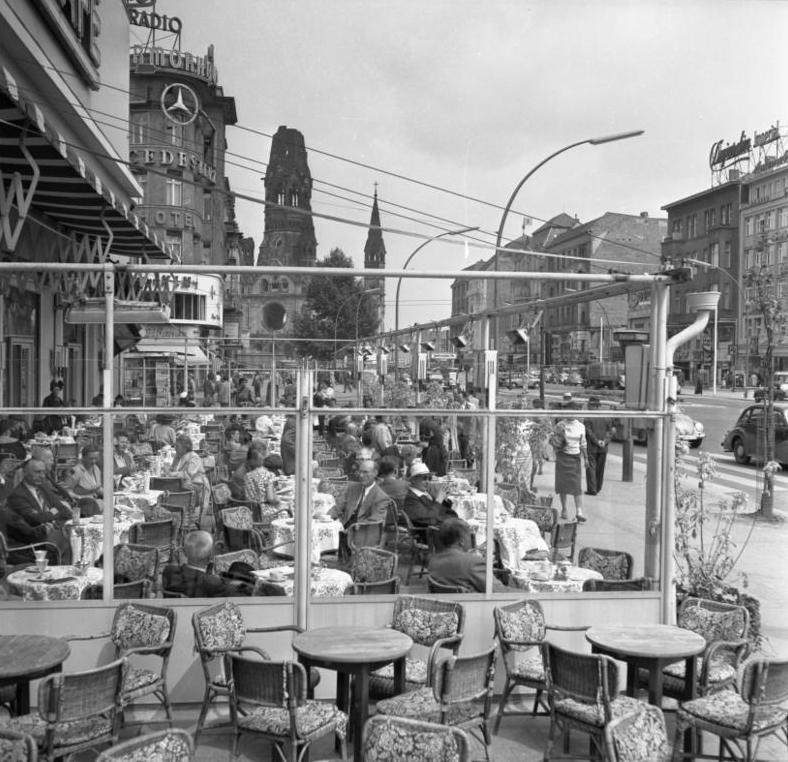
Außenfläche des Café Kranzler, Kurfürstendamm 1955

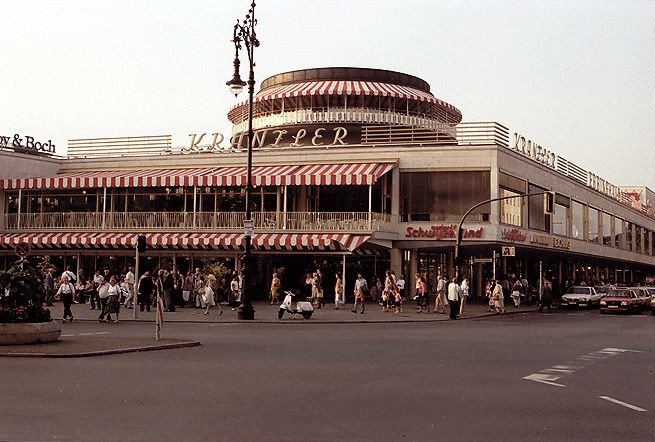
Café Kranzler, 1985

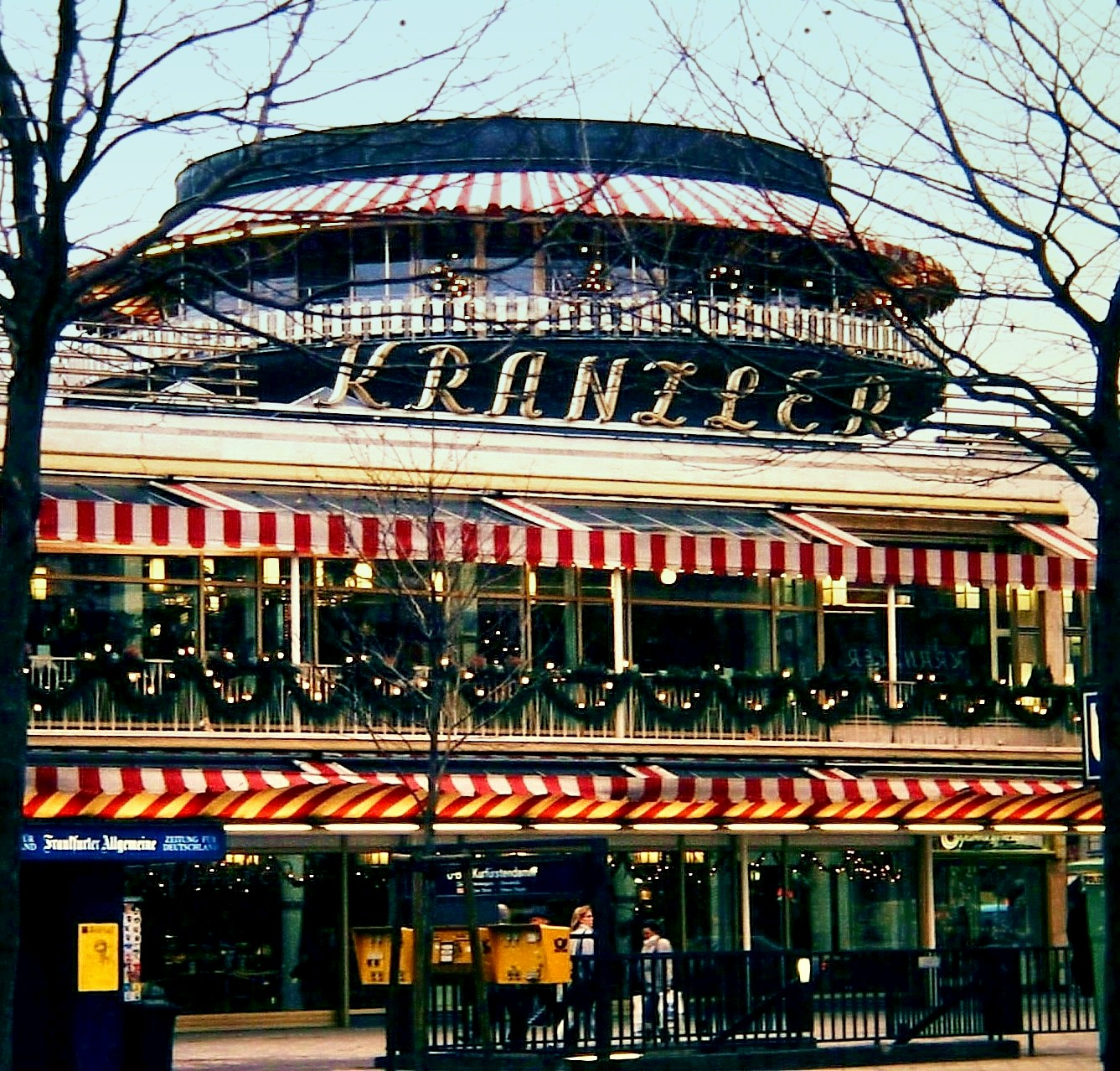
Café Kranzler, 1988

Im Jahr 1932 öffnete in den Räumen des ehemaligen Cafés des Westens am Kurfürstendamm 18/19 Ecke Joachimsthaler Straße eine Filiale unter dem Namen Restaurant und Konditorei Kranzler. Nach Kriegszerstörung 1945 nahm man den Betrieb zunächst 1951 in einem von Paul Schwebes entworfenen Flachbau wieder auf. Nach dessen Abriss entstand in den Jahren 1957/1958 nach Plänen von Hanns Dustmann der noch heute bestehende markante zweigeschossige Bau mit aufsitzender Rotunde und rot-weiß gestreifter Markise. Seit der Wiedereröffnung 1958 war das Café erneut eine West-Berliner Institution und ein Wahrzeichen der City-West.
In bleibender Erinnerung ist der Auftritt der Berliner Kabarettlegende Wolfgang Neuss 1983: In der von Wolfgang Menge moderierten Talkshow Leute nannte Neuss den damaligen Berliner Regierenden Bürgermeister und gerade als Bundespräsidenten nominierten Richard von Weizsäcker „Richie“ und „Häuptling Silberlocke“ und sprach mit ihm humorvoll-respektlos in der Art eines Spaßguerilleros.
Udo Lindenberg reimte in seiner 1984 erschienenen Aufnahme Russen: „In 15 Minuten sind die Russen auf dem Kurfürstendamm. Sie lassen ihre Panzer im Parkhaus stehn und wollen im Café Kranzler die Sahnetörtchen sehn.“
Der Berliner Maler Matthias Koeppel verewigte das Kranzler-Eck in seinem Triptychon Jahrhundertfeiern (1987/1988) anlässlich der 750-Jahr-Feier der Stadt. Im Jahr 2000 schloss das historische Kaffeehaus.
Im Dezember 2000 wurde das von Helmut Jahn geplante Quartier Neues Kranzler Eck eröffnet, tagsüber als Café, abends als Bar. Ende 2015 wurde es erneut geschlossen.
Die britische Textilhandelskette Superdry nutzt nun das Haus und hat das Café verpachtet. Seit Dezember 2016 wird es als Filiale der Berliner Kaffeerösterei The Barn betrieben. Da das Gebäude unter Denkmalschutz steht, hat sich äußerlich wenig verändert, die Innenräume wurden jedoch erneuert.
Ab 2026 soll das Gebäude grundlegend umgestaltet werden. Es wird zur Kreuzung Kurfürstendamm/Joachimsthaler Straße geöffnet. Die Balkone sollen wieder für die Öffentlichkeit zugänglich sein, neue Gastronomie wird auf einer größeren Fläche einziehen. Im begrünten Innenhof sollen in Zukunft Veranstaltungen stattfinden. Bis zum Beginn des Umbaus ist eine Zwischennutzung als Veranstaltungsort unter dem Namen KranzlerX vorgesehen.

## Filiale in Frankfurt
Seit den 1950er Jahren bis in die späten 1980er Jahre wurde zusammen mit der Steigenberger KG eine Filiale im Allianz-Gebäude an der Hauptwache betrieben. Die Räume bezog später ein Steakhaus. Bis zum Umbau des Gebäudes um 2005 war die alte Leuchtreklame des Kranzler noch montiert.